# Барионная асимметрия Вселенной
Барио́нная асимметри́я Вселе́нной — наблюдаемое преобладание в видимой части Вселенной вещества над антивеществом. Этот наблюдаемый факт не может быть объяснён в предположении исходной барионной симметрии во время Большого взрыва ни в рамках Стандартной модели, ни в рамках общей теории относительности — двух теорий, являющихся основой современной космологии.
Наряду с пространственной плоскостностью наблюдаемой Вселенной и проблемой горизонта, он представляет собой один из аспектов проблемы начальных значений в космологии.
В статье 1967 года А. Д. Сахаров сформулировал необходимые условия для наличия барионной асимметрии:
- Асимметрия между миром и антимиром, выражаемая на научном языке как нарушение С- и СР-симметрии (см. Нарушение CP-инвариантности).
- Нарушение закона сохранения барионного заряда (иными словами, барионного числа за вычетом числа антибарионов).
- Нарушение на ранних этапах формирования Вселенной термодинамического равновесия.

## Возможные объяснения модели
Существует несколько гипотез, пытающихся объяснить явление барионной асимметрии, однако ни одна из них не признана научным сообществом достоверно доказанной.
Простейшее объяснение состоит в том, что изначальные условия расширения Вселенной уже были несимметричными, что привело к наблюдаемому преобладанию. Этот вариант, хотя и возможный, не обладает, однако, эстетической привлекательностью и не даёт новых интересных следствий, что приводит физиков к поиску более глубоких причин возникновения асимметрии из изначально симметричного состояния.
Наиболее распространены теории, расширяющие Стандартную модель таким образом, что в некоторых реакциях возможно более сильное нарушение CP-инвариантности по сравнению с её нарушением в Стандартной модели. В этих теориях предполагается, что изначально количество барионной и антибарионной материи было одинаково, однако впоследствии в силу каких-либо причин из-за несимметричности реакций относительно того, какие частицы — вещества или антивещества — в них участвуют, произошло постепенное нарастание количества барионного вещества и уменьшение количества антибарионного. Подобные теории возникают естественным образом в моделях великого объединения.
Другие возможные сценарии возникновения асимметрии привлекают либо макроскопическое разделение областей локализации вещества и антивещества (что представляется маловероятным), либо поглощение антивещества чёрными дырами, способными отделить его от вещества при условии нарушения CP-инвариантности. Последний сценарий требует существования гипотетических тяжёлых частиц, распадающихся с сильным нарушением CP-инвариантности.
В 1970 году была предложена модель взаимодействий между элементарными частицами, в которой барионная асимметрия образуется при температурах, гораздо ниже планковской.
В 2010 году была выдвинута гипотеза, что барионная асимметрия связана с наличием тёмной материи. Согласно сделанному предположению носителем отрицательного барионного заряда являются частицы тёмной материи, не доступные для непосредственного наблюдения в земных экспериментах, но проявляющиеся через гравитационное взаимодействие на масштабах галактик.
Является объектом исследования эксперимента LHCb Большого адронного коллайдера.